# Sony Xperia sola
Sony Xperia sola(Sony MT27i) – smartfon produkowany przez Sony MC. Zaprezentowany na targach w 2012 roku. Model unikatowy wśród smartfonów dzięki wykorzystanej w nim technologii floating touch.